# The dark side of the Moog, vol. 8
The dark side of the Moog, vol. 8 is een livealbum van Klaus Schulze en Peter Namlook (eigenlijk Peter Kuhlman). Het bevat de voortzetting van de samenwerking tussen deze drie specialisten binnen de elektronische muziek. De eerdere delen van de reeks werden opgenomen in de geluidsstudio; deel acht is opgenomen tijdens een concert van genoemde twee tijdens het Jazz Festival Hamburg (Fabrik) op 23 april 1999.
De opname verscheen bij Fax, hetgeen na verloop van tijd distributieproblemen kende en verdween. In 2015 bracht Schulze de gehele serie in drie verzamelboxen uit op zijn eigen platenlabel MIG (Made In Germany). 
De titel van de reeks is een verbastering van Pink Floyds muziekalbum The Dark Side of the Moon. Het is tevens een verwijzing naar het synthesizermerk Moog. De tracks van deel 8 heten alle Careful with that AKS, Peter, een variant op Pink Floyd’s instrumentale nummer Careful with that axe, Eugene. Schulze en Namlook verklaarden dat er geen verband is tussen de muziek van hun en die van Pink Floyd, maar dat het verband gezocht moet worden in het gebruik van de Moog, bij Pink Floyd door Richard Wright, al speelde die niet meer mee op genoemd album. 

## Musici
- Klaus Schulze, Peter Namlook  – synthesizers, elektronica

## Muziek
| Nr. | Titel                                    | Duur  |
| --- | ---------------------------------------- | ----- |
| 1.  | Careful with that AKS, Peter (part I)    | 25:16 |
| 2.  | Careful with that AKS, Peter (part II)   | 1:12  |
| 3.  | Careful with that AKS, Peter (part III)  | 6;18  |
| 4.  | Careful with that AKS, Peter (part IV)   | 8:08  |
| 5.  | Careful with that AKS, Peter (part V)    | 4:35  |
| 6.  | Careful with that AKS, Peter (part VI)   | 15:39 |
| 7.  | Careful with that AKS, Peter (part VII)  | 6:58  |
| 8.  | Careful with that AKS, Peter (part VIII) | 8:39  |